# Groupe de Picard
En géométrie algébrique, le groupe de Picard est un groupe associé à une variété algébrique ou plus généralement à un schéma. Il est en général isomorphe au groupe des diviseurs de Cartier. Si K est un corps de nombres, le groupe de Picard de l'anneau des entiers de K n'est autre que le groupe des classes de K. Pour les courbes algébriques et les variétés abéliennes, le groupe de Picard (ou plutôt le foncteur de Picard) permet de construire respectivement la jacobienne et la variété abélienne duale. Cette construction existe pour les variétés projectives lisses en général. 

## Définition
Soit {\displaystyle X} un schéma avec son faisceau structural {\displaystyle O_{X}}. Un faisceau inversible {\displaystyle L} sur {\displaystyle X} est un faisceau cohérent localement libre de rang 1. Cela signifie que {\displaystyle L} est un faisceau de {\displaystyle O_{X}}-modules, et que tout point {\displaystyle x} de {\displaystyle X} possède un voisinage ouvert {\displaystyle U} tel que {\displaystyle L|_{U}} soit isomorphe à {\displaystyle O_{X}|_{U}}. Le faisceau dual {\displaystyle L'} défini par 
{\displaystyle L'(U)=Hom_{O_{X}(U)}(L(U),O_{X}(U))}
pour tout ouvert {\displaystyle U} de {\displaystyle X} est alors aussi un faisceau inversible, et on a un isomorphisme de faisceaux canonique du produit tensoriel {\displaystyle L\otimes L'} avec {\displaystyle O_{X}}. 
Définition L'ensemble des classes d'isomorphisme des faisceaux inversibles sur {\displaystyle X} est appelé le groupe de Picard de {\displaystyle X} et est noté Pic({\displaystyle X}). Le produit tensoriel induit une loi de multiplication sur Pic({\displaystyle X}) qui en fait un groupe commutatif. L'élément neutre est la classe de {\displaystyle O_{X}}, et l'inverse de la classe de {\displaystyle L} est la classe du dual {\displaystyle L'}. 
En termes de la cohomologie de Zariski, le groupe de Picard est isomorphe au groupe {\displaystyle H^{1}(X,O_{X}^{*})} pour le faisceau des éléments inversibles {\displaystyle O_{X}^{*}} de {\displaystyle O_{X}}. En cohomologie étale ou fppf, le groupe de Picard est isomorphe à {\displaystyle H^{1}(X,G_{m})} où {\displaystyle G_{m}} est le faisceau (étale ou fppf) qui à {\displaystyle T} associe {\displaystyle O(T)^{*}}. 
Si {\displaystyle f:X\to Y} est un morphisme de schémas, l'image réciproque par {\displaystyle f} induit un homomorphisme de groupes de Picard 
{\displaystyle f^{*}:{\rm {Pic}}(Y)\to {\rm {Pic}}(X),L\to f^{*}L}.

Lorsque {\displaystyle X} est une variété projective sur un corps, à tout faisceau inversible {\displaystyle L} on peut associer un degré {\displaystyle \deg L} qui est un entier relatif.

## Exemples
Si {\displaystyle X} est une courbe projective lisse géométriquement connexe sur un corps {\displaystyle k}, le groupe Pic{\displaystyle ^{0}(X)} correspondant aux faisceaux inversibles de degré 0 est le groupe des points rationnels de la jacobienne de {\displaystyle X}, du moins pour des corps convenables (par exemple algébriquement clos ou fini) ou si {\displaystyle X} a un point rationnel. C'est un sous-groupe de Pic({\displaystyle X}) et le groupe quotient Pic({\displaystyle X})/Pic{\displaystyle ^{0}(X)} est isomorphe à {\displaystyle \mathbb {Z} }. 
Si {\displaystyle X} est le spectre d'un anneau de Dedekind {\displaystyle A}, alors Pic({\displaystyle X})  est isomorphe au groupe des classes de {\displaystyle A} (le quotient du groupe des idéaux fractionnaires par le groupe des idéaux fractionnaires principaux). En particulier, Pic({\displaystyle X}) est trivial si et seulement si {\displaystyle A} est principal.

## Relation avec lesdiviseurs de Cartier
On note par {\displaystyle K_{X}} le faisceau des fonctions rationnelles sur {\displaystyle X}. Sa définition est un peu délicate dans le cas général. Mais si {\displaystyle X} est intègre, l'anneau des sections de {\displaystyle K_{X}} sur un ouvert non-vide est juste le corps de fractions de {\displaystyle O_{X}(V)} pour n'importe quel ouvert affine {\displaystyle V} de {\displaystyle X}. Par construction, c'est un faisceau d'anneaux qui contient {\displaystyle O_{X}}. On a donc une inclusion des faisceaux des groupes des éléments inversibles de {\displaystyle O_{X}^{*}} dans {\displaystyle K_{X}^{*}}. On a une suite exacte de faisceaux de groupes 
{\displaystyle 1\to O_{X}^{*}\to K_{X}^{*}\to K_{X}^{*}/O_{X}^{*}\to 1.}
Par définition, le groupe des diviseurs de Cartier est le groupe des sections globales {\displaystyle H^{0}(X,K_{X}^{*}/O_{X}^{*})}. On note CaCl({\displaystyle X}) le quotient de ce groupe par l'image canonique du groupe {\displaystyle H^{0}(X,K_{X}^{*})} (cette image correspond aux diviseurs de Cartier principaux). 
La suite longue exacte de cohomologie donne un homomorphisme injectif
{\displaystyle CaCl(X)\to H^{1}(X,O_{X}^{*})=Pic(X)}.
La représentation locale des diviseurs de Cartier permet d'expliciter cet homomorphisme et on voit que l'image de cet homomorphisme est l'ensemble des classes d'isomorphisme des faisceaux inversibles contenus dans {\displaystyle K_{X}}. 
- Proposition L'homomorphisme ci-dessus est un isomorphisme lorsque {\displaystyle X} est un schéma noethérien qui est réduit ou qui est quasi-projectif sur un anneau noethérien.

Ainsi on a un isomorphisme entre le groupe des classes d'équivalence des diviseurs de Cartier et le groupe de Picard lorsque {\displaystyle X} est une variété quasi-projective sur un corps ou si {\displaystyle X} est un schéma intègre.

## Foncteur de Picard
Soit {\displaystyle X\to S} un morphisme de schémas. Pour tout {\displaystyle S}-schéma {\displaystyle T}, on peut considérer le groupe de Picard {\displaystyle {\rm {Pic}}(X\times _{S}T)} ainsi que son quotient par {\displaystyle q^{*}{\rm {Pic}}(T)} où {\displaystyle q:X\times _{S}T\to T} est le morphisme de projection. On obtient ainsi un foncteur contravariant de la catégorie des {\displaystyle S}-schémas vers la catégorie des groupes commutatifs, qui 
- à {\displaystyle T} associe {\displaystyle {\rm {Pic}}(X\times _{S}T)/q^{*}{\rm {Pic}}(T)}.

Cela définit un préfaisceau pour la topologie étale ou fppf dans la catégorie des {\displaystyle S}-schémas. Le faisceau étale ou fppf associé au foncteur de Picard est noté {\displaystyle {\rm {Pic}}_{X/S}} et est appelé le foncteur de Picard relatif.  . Sous certaines conditions ce foncteur est représentable par un schéma en groupes sur {\displaystyle S}. C'est le cas par exemple lorsque {\displaystyle X} est une courbe projective lisse à fibres géométriquement connexes sur {\displaystyle S}. La composante neutre {\displaystyle {\rm {Pic}}_{X/S}^{0}} du schéma en groupes {\displaystyle {\rm {Pic}}_{X/S}} est précisément la jacobienne de {\displaystyle X} (la situation habituelle est celle où {\displaystyle S} est le spectre d'un corps).